# Benetech
Benetech — американская некоммерческая компания-разработчик программного обеспечения для людей с ограниченными возможностями и социально незащищённых групп населения. Компания была основана в 1989 году Джимом Фрутчерманом под названием Arkenstone, Inc., современное название получила в 2000 году.

## История
Организация была основана под названием Arkenstone в 1989 году в калифорнийском городе Пало-Альто. Первоначально целью компании была разработка устройства, которое бы позволяло читать слепым людям. В период с 1989 по 2000 годы более 35000 устройств для чтения были проданы в шестидесяти странах, чтение на которых можно было осуществлять на двенадцати разных языках. В 2000 году читальное устройство Arkenstone было продано компании Freedom Scientific, а имя некоммерческой организации изменилось на Benetech. Вырученные средства с продажи прав на Arkenstone пошли на запуск новых проектов: Bookshare.org и Martus.
Benetech представляет собой организацию социального предпринимательства: она создает технологические социальные предприятия, такие как Bookshare (электронные книги для людей с ограниченными возможностями), Route 66 Literacy Project, программное обеспечение для управления экологическим проектом Miradi, программа Martus (отчёты о нарушениях прав человека), и программное обеспечение для Human Rights Data Analysis Group.